# しのぶこころは
『しのぶこころは』は松本テマリによる漫画作品。
2004年3月10日、BE BOY COMICSより初版発行。2004年10月29日にマリン・エンタテインメントからドラマCDも発売された。同時収録作品は「雪やこんこん」。

## あらすじ
しのぶこころは
隠密の任を生業とする忍の里。そこで働く新人忍者すばるは、頭領夕月に呼び出され房事の訓練を受ける。訓練の終わりが近くなった時、すばるは任務から外される事を聞く。自分が上手くできなかったからなのかと、すばるは思い悩む。
あさぎは部下の柊に告白され困惑する。心が乱れぬよう注意していたあさぎだったが、柊の身が危険になったとき、忍者としてあるまじき行為をとってしまう。
雪やこんこん
花岡双葉は祖父の家へ行く途中、雪道で足を踏み外し遭難。目が覚めると、目の前には雪男の深雪が現れ、さらには自分が雪男になってしまったことを知る。

## 登場人物
声の記述はドラマCD版。
すばる声 - 高城元気
新米忍者。頭領に忠誠を誓い、現在は恋人同士。
夕月（ゆうづき）声 - 小杉十郎太
頭領。訓練と称してすばるに房事を教えるたび、彼に惹かれる。制服プレイがお気に入り。
あさぎ声 - 野島健児
任務にはとても真面目に取り組む、美人隊長。夕月を主として尊敬している。生真面目な反面、本当は部下思いの優しい性格。柊とは恋人同士。
柊（ひいらぎ）声 - 諏訪部順一
あさぎより年下の部下であり、彼が大好きな忍者。頭領よりもあさぎに忠誠を誓っている。
つばめ声 - 川崎恵理子
すばるの先輩でくノ一。姉御肌で、すばるの初任務を代わってでた。